# Dolna Mesta
Dolna Mesta este o arie protejată (sit de importanță comunitară — SCI) din Bulgaria întinsă pe o suprafață de 9.585,61 ha, integral pe uscat.

## Localizare
Centrul sitului Dolna Mesta este situat la coordonatele 41°28′56″N 23°55′47″E / 41.4821°N 23.9296°E.

## Înființare
Situl Dolna Mesta a fost declarat sit de importanță comunitară în decembrie 2007 pentru a proteja 26 de specii de animale.

## Biodiversitate
Situată în ecoregiunea alpină, aria protejată conține 12 habitate naturale: Matorral arborescenți cu Juniperus spp., Pajiști uscate seminaturale și facies de acoperire cu tufișuri pe substraturi calcaroase (Festuco-Brometalia) (* situri importante pentru orhidee), Pseudostepă cu ierburi și specii anuale de Thero-Brachypodietea, Pante stâncoase calcaroase cu vegetație casmofită, Pante stâncoase silicioase cu vegetație casmofită, Roci stâncoase cu vegetație pionieră de Sedo-Scleranthion sau Sedo albi-Veronicion dillenii, Peșteri inaccesibile publicului, Păduri de stejar și carpen Galio-Carpinetum, Păduri de stejar alb estice, Păduri aluvionare cu Alnus glutinosa și Fraxinus excelsior (Alno-Padion, Alnion incanae, Salicion albae), Păduri panonice-balcanice de stejar turcesc - stejar sesil, Păduri de pin (sub-) mediteraneene cu pini negri endemici.
La baza desemnării sitului se află mai multe specii protejate:
- amfibieni (2): izvoraș-cu-burta-galbenă (Bombina variegata), Triturus karelinii
- mamifere (11): liliac cârn (Barbastella barbastellus), lupul (Canis lupus), vidră de râu (Lutra lutra), liliac cu urechi mari (Myotis bechsteinii), liliac cărămiziu (Myotis emarginatus), liliac comun (Myotis myotis), liliacul cu potcoavă a lui blasius (Rhinolophus blasii), liliacul mediteranean cu potcoavă (Rhinolophus euryale), liliacul mare cu potcoavă (Rhinolophus ferrumequinum), liliacul mic cu potcoavă (Rhinolophus hipposideros), dihor pătat (Vormela peregusna)
- nevertebrate (6): Austropotamobius torrentium, croitorul mare al stejarului (Cerambyx cerdo), Euplagia quadripunctaria, rădașcă (Lucanus cervus), croitorul cenușiu al stejarului (Morimus funereus), Rosalia alpina
- pești (4): Barbus cyclolepis, zvârluga (Cobitis taenia), boarță (Rhodeus amarus), dunăriță (Sabanejewia aurata)
- reptile (3): țestoasa de baltă (Emys orbicularis), Testudo graeca, țestoasă bănățeană (Testudo hermanni)

Pe lângă speciile protejate, pe teritoriul sitului au mai fost identificate 14 specii de plante, 3 specii de amfibieni, 3 specii de mamifere, 6 specii de nevertebrate, 10 specii de pești, 10 specii de reptile.